# Лежанський В'ячеслав Федорович
В'ячеслав Федорович Лежа́нський (9 липня 1936, Київ — 26 листопада 2010, Київ) — український художник і педагог; член Спілки радянських художників України з 1970 року.

## Біографія
Народився 9 липня 1936 року в місті Києві (нині Україна). 1962 року закінчив Київський художній інститут, де навчався у Олександра Лопухова, Карпа Трохименка, Олексія Шовкуненка.
У 1962—1963 роках співпрацював із київським журналом «Знання та праця»; у 1963—1964 роках працював оформлювачем середньої школи № 10 у Самарканді; у 1964—1967 роках — інженером-конструктором бюро технічної естетики Київського заводу реле і автоматики. У 1967 році співпрацював із журналами «Радянська жінка» та «Людина і світ»; у 1969 році — інженер аеропорту «Жуляни».
Протягом 1968—1991 років очолював дитячу студію образотворчого мистецтва Будинку культури Київметробуду; у 1991—1997 роках — гуртки образотворчого мистецтва Київського ПТУ № 29 та у 1995—2010 роках — підлітковий клуб «Шанс» Солом'янського району Києва.
Мешкав у Києві в будинку на вулиці Затонського, № 14Б, квартира № 76 та у будинку на вулиці Ушинського, № 26. Помер у Києві 26 листопада 2010 року.

## Творчість
Працював у галузях станкового живопису і станкової графіки. Створював портрети, пейзажі, натюрморти, тематичні полотна у реалістичному, абстрактному та сюрреалістичному стилях. Використовував техніки — олія, гуаш, акварель, темпера, олівець, туш. Серед робіт:
живопис
- «Конструктор» (1965);
- «Народне гуляння» (1968);
- «На виставку» (1969);
- «Будівники шляхів» (1970);
- «Місто уночі» (1987);
- «Софіївська площа» (1990);
- «Натюрморт» (2000);
- «Андріївський узвіз» (2000);
- «Лавра. Центральний вхід» (2001);
- «Києво-Печерська лавра» (2001);
- «Вид на Києво-Печерську лавру» (2002);
- «Український пейзаж» (2002);
- «Вид на Дніпро» (2002);
- «Лавра» (2003);
- «Андріївська церква» (2003);
- «Осінній пейзаж» (2004);
- «Лавра. Київ» (2004);
- «Зимовий пейзаж» (2005);
- «Квіти» (2006).

Брав участь у всеукраїнських мистецьких виставках з 1965 року. Персональна виставка відбулася у Києві у 1970 році.
Деякі роботи зберігаються у Національному музеї «Київська картинна галерея».